# 앤서니 앳킨슨
앤서니 바네스 앳킨슨(Anthony Barnes Atkinson CBE FBA, 1944년 9월 4일 – 2017년 1월 1일)는 영국의 경제학자이자 런던 정경 대학의 100주년 교수이자 옥스퍼드 너필드 칼리지의 선임 연구원이었다.
앳킨슨의 작업은 주로 소득 분배에 관한 것이었다. 그러나 그는 또한 조세, 부의 분배, 복지 국가의 경제학, 건강 경제학, 빈곤을 포함한 다른 경제 및 사회 문제의 광범위한 분야에서 일했다. 오랜 경력 동안 그는 350편 이상의 연구 논문을 발표했고 24권의 책을 저술했다. 그의 대부분의 작업에서 특징적인 것은 이론적 관점과 응용 관점의 조합이다.
그의 1970년 논문 '불평등의 측정에 관하여'는 경제학자들이 불평등의 측정에 대해 생각하는 방식을 근본적으로 바꾸었다. 이 논문의 기여 중 하나는 측정자의 '불평등 혐오'를 포착하는 매개변수를 통해 분배 정의에 대한 다양한 관점을 명시적으로 만드는 새로운 불평등 측정 계열을 도입했다는 것이다. 앳킨슨 지수라고 불리는 이 불평등 척도는 그의 이름을 따서 명명되었다.
앳킨슨은 부자들이 어떻게 공공 정책에 불균형적으로 영향을 미치고 정부가 부를 보호하는 정책을 시행하도록 영향을 미치는지 조사했다. 그는 선진국에서 소득 분배의 불평등을 변화시킬 수 있는 기술, 고용, 사회 보장, 자본 공유 및 세금에 관한 일련의 정책을 제시했다. 그는 또한 기본 소득의 도입 을 옹호했다.
그는 빈곤 측정에 오랜 관심을 가지고 있었다. 그의 가장 많이 인용된 연구 논문 중 하나는 1987년의 '빈곤 측정에 관하여'이다.
40년 이상 불평등과 빈곤에 대해 연구한 앳킨슨은 Thomas Piketty ( 21세기 자본의 저자)의 멘토였다. 그들은 최고 소득에 대한 역사적 데이터베이스를 구축하기 위해 함께 일했다. Piketty는 그를 "소득과 부의 역사적 연구의 대부"로 묘사했다.
노벨상 수상자인 앵거스 디튼( Angus Deaton )은 자신이 처음으로 참석한 경제학 세미나를 이렇게 회상했다. 경제학이 꽤 멋진 주제라는 생각이 들게 했고, 모든 경제학 강연이 다 이런 것 같았고, 평생 세미나를 망쳤다."
그는 차세대 연구원들에게 큰 영향을 미쳤다. 앳킨슨은 최소 60명의 박사 과정 학생에게 조언했으며 '그 외에도 공동 연구 프로젝트에 대한 공동 작업을 통해 직접 영향을 받은 다른 젊은 학자들이 많이 있다'.